# Struthers (Ohio)
Struthers es una ciudad ubicada en el condado de Mahoning en el estado estadounidense de Ohio. En el Censo de 2010 tenía una población de 10713 habitantes y una densidad poblacional de 1.106,56 personas por km².

## Geografía
Struthers se encuentra ubicada en las coordenadas 41°3′4″N 80°35′34″O / 41.05111, -80.59278. Según la Oficina del Censo de los Estados Unidos, Struthers tiene una superficie total de 9.68 km², de la cual 9.43 km² corresponden a tierra firme y (2.57%) 0.25 km² es agua.

## Demografía
Según el censo de 2010, había 10713 personas residiendo en Struthers. La densidad de población era de 1.106,56 hab./km². De los 10713 habitantes, Struthers estaba compuesto por el 94.29% blancos, el 2.88% eran afroamericanos, el 0.17% eran amerindios, el 0.19% eran asiáticos, el 0.01% eran isleños del Pacífico, el 0.59% eran de otras razas y el 1.89% pertenecían a dos o más razas. Del total de la población el 3.05% eran hispanos o latinos de cualquier raza.